# Mark Hunter
Mark Hunter MBE (ur. 1 lipca 1978 w Londynie) – brytyjski wioślarz, mistrz i wicemistrz olimpijski, dwukrotny mistrz świata.
Złoty medalista z Zacem Purchasem w dwójce podwójnej wagi lekkiej podczas igrzysk olimpijskich w 2008 roku w Pekinie. Razem wywalczyli również srebrny medal igrzysk olimpijskich w 2012 roku w Londynie.

## Osiągnięcia
- Igrzyska Olimpijskie – Ateny 2004 – czwórka podwójna wagi lekkiej – 13. miejsce
- Mistrzostwa Świata – Monachium 2007 – dwójka podwójna wagi lekkiej – 3. miejsce
- Igrzyska Olimpijskie – Pekin 2008 – dwójka podwójna wagi lekkiej – 1. miejsce
- Mistrzostwa Świata – Hamilton 2010 – dwójka podwójna wagi lekkiej – 1. miejsce
- Mistrzostwa Świata – Bled 2011 – dwójka podwójna wagi lekkiej – 1. miejsce
- Igrzyska Olimpijskie – Londyn 2012 – dwójka podwójna wagi lekkiej – 2. miejsce